# Jovan Vladimir
Jovan Vladimir (en serbio: Јован Владимир; ca 990 - 22 de mayo de 1016) fue gobernador de Doclea, el más poderoso principado serbio de la época, entre 1000 y 1016. Gobernó durante la prolongada guerra entre el Imperio bizantino y el Primer Imperio Búlgaro. Vladimir fue reconocido como un gobernante piadoso, justo y pacífico. Es reconocido como un mártir y santo, con su fiesta se celebra el 22 de mayo. Era hijo de Petrislav, de quien heredó el trono de Doclea.
Jovan Vladimir tenía una relación estrecha con Bizancio, pero esto no salvó a Doclea del expansionista zar Samuel de Bulgaria, que conquistó el principado en torno a 1010 y tomó prisionero a Vladimir. Una crónica medieval afirma que la hija de Samuel, Theodora Kosara, se enamoró de Vladimir y le pidió a su padre por su mano. El zar permitió el matrimonio y Vladimir regresó a Doclea, que gobernó como su vasallo. Vladimir no tomó parte en los esfuerzos de guerra de su suegro. La guerra culminó con la derrota Zar Samuel por los bizantinos en 1014 y la muerte de este poco después. En 1016 Vladimir fue víctima de un complot de Iván Vladislav, el último gobernante del Primer Imperio Búlgaro. Fue decapitado delante de una iglesia en Prespa, capital del imperio, y enterrado allí. Pronto reconocido como mártir y santo. Su viuda, Kosara, le volvió a enterrar en la Iglesia Precista Krajinska, cerca de su corte en el sureste de Duklja. En 1381 sus restos fueron preservados en la Iglesia de San Jovan Vladimir cerca de Elbasan, y desde 1995 se han mantenido en la Catedral Ortodoxa de Tirana, en Albania. Los restos del santo se consideran reliquias cristianas, y atraen a muchos creyentes, especialmente en su día de la fiesta, cuando los restos son llevados a la iglesia cerca de Elbasan para una celebración.
La cruz de Vladimir, cuando fue decapitado también es considerada como una reliquia. Tradicionalmente bajo el cuidado de la familia Andrović del pueblo de Velji Mikulići en el sureste de Montenegro, la cruz sólo se muestra a los creyentes en la fiesta de Pentecostés, cuando es llevada en procesión hasta la cima del monte Rumija. Jovan Vladimir es considerado como el primer santo serbio y el santo patrón de la ciudad de Bar, en Montenegro. Sus primeras hagiografías fueron escrito probablemente entre 1075 y 1089, y una versión abreviada, escrita en latín, se conserva en la Crónica del Sacerdote de Duklja. Sus hagiografías en griego y eslavo eclesiástico se publicaron por primera vez, respectivamente, en 1690 y 1802. El santo es clásicamente representado en iconos como un monarca que lleva una corona y las ropas reales, con una cruz en su mano derecha y su cabeza en su mano izquierda. La leyenda dice que él mismo llevó su cabeza cortada a su lugar de entierro.

## Vida
Doclea fue uno de los primeros principados serbios medievales cuyas fronteras coinciden en su mayor parte con la actual Montenegro. El Estado aumentó considerablemente su poder después de la desintegración de Serbia que siguió a la muerte de su gobernante, el príncipe Časlav Klonimirović, en torno a 943. El tamaño de la Serbia-Rascia de Caslav es incierto, se sabe que incluía Raška (ahora parte de Serbia Central) y Bosnia. Raška se hizo posteriormente con el dominio político de Doclea, junto con los principados vecinos serbios de Travunia y Zachlumia (en la actual Herzegovina y sur de Dalmacia). Los bizantinos se refieren a menudo a Duklja como Serbia.
Alrededor de 1000, Vladimir, todavía un niño, sucedió a su padre Petrislav de Doclea como el gobernante de Doclea. Petrislav es considerado como el primer gobernante de Doclea cuya existencia puede ser confirmada por fuentes históricas primarias, que también indican que estaba en estrecha relación con Bizancio. El Principado consistió en dos provincias: el Principado de Zeta en el sur y en el norte Podgoria. Una tradición local dice que la corte de Vladimir estaba situada en la colina llamada Kraljič, en el pueblo de Kostanjica cerca del Lago Skadar, en la región de Krajina al sudeste de Montenegro. Cerca de Kraljič se encuentran las ruinas de la Iglesia Precista Krajinska (dedicada a Theotokos), que ya existía en el tiempo de Vladimir. Según Daniele Farlati ,historiador eclesiástico del siglo XVIII, la corte y la residencia de los gobernantes serbios estuvo en Krajina.